# Siddeley Puma
Il Siddeley Puma era un motore aeronautico a sei cilindri in linea, raffreddati a liquido, sviluppato e prodotto nella seconda metà degli anni dieci del XX secolo dall'azienda britannica Siddeley-Deasy.
Fu realizzato su richiesta del Royal Flying Corps per mettere a disposizione dei costruttori aeronautici un motore in grado di sviluppare potenze superiori a 200 hp (149 kW) che potesse essere prodotto in larga quantità, necessità determinate dalle contingenze di guerra; ne furono ordinati 11 500 esemplari, di cui 4 288 furono ultimati prima della fine del conflitto, mentre i rimanenti furono cancellati a seguito delle mutate necessità alla luce dell'armistizio. Nel dopoguerra la produzione continuò con il nome di Armstrong Siddeley Puma quando la Siddeley-Deasy fu acquistata dalla Armstrong Whitworth per dare vita alla Armstrong Siddeley.

## Storia del progetto
Sul finire del 1916 il Royal Flying Corps manifestò il bisogno di un motore aeronautico di maggiore potenza rispetto ai modelli all'epoca in servizio. Le prime prove erano già state condotte con un prototipo dell'Airco DH.4 dotato di un prototipo del motore a sei cilindri 230 B.H.P. in grado di erogare, per l'appunto, 230 hp di potenza; il successo ottenuto durante queste prove fece sì che la richiesta di produrre su larga scala l'unità motrice diventasse particolarmente pressante.
La scelta dell'R.F.C. cadde su questo tipo di motore in quanto di facile manutenzione, anche da parte di meccanici che non possedevano una grande abilità o esperienza; inoltre ne fu apprezzata l'affidabilità, elemento della massima importanza nei motori aeronautici dato che l'aereo al quale era stato inizialmente destinato doveva compiere incursioni di bombardamento a lunga distanza.
Problemi relativi alla compagine societaria e limiti dimensionali dell'azienda condizionavano però la capacità produttiva della B.H.P; fu perciò richiesto alla Siddeley Deasy Co. di preparare i disegni per un motore della stessa tipologia. Il progetto del motore Puma fu avviato nel gennaio del 1917, partendo dalla base del precedente 230 B.H.P. ed il prototipo fu completato e sperimentato con successo a marzo del 1917. In particolare furono realizzate modifiche strutturali per consentire un elevato rateo produttivo. La produzione in serie ebbe inizio nell'autunno successivo, crescendo progressivamente fino al mese di ottobre del 1918, quando furono prodotti non meno di 625 motori oltre che una considerevole quantità di pezzi di ricambio.

## Tecnica

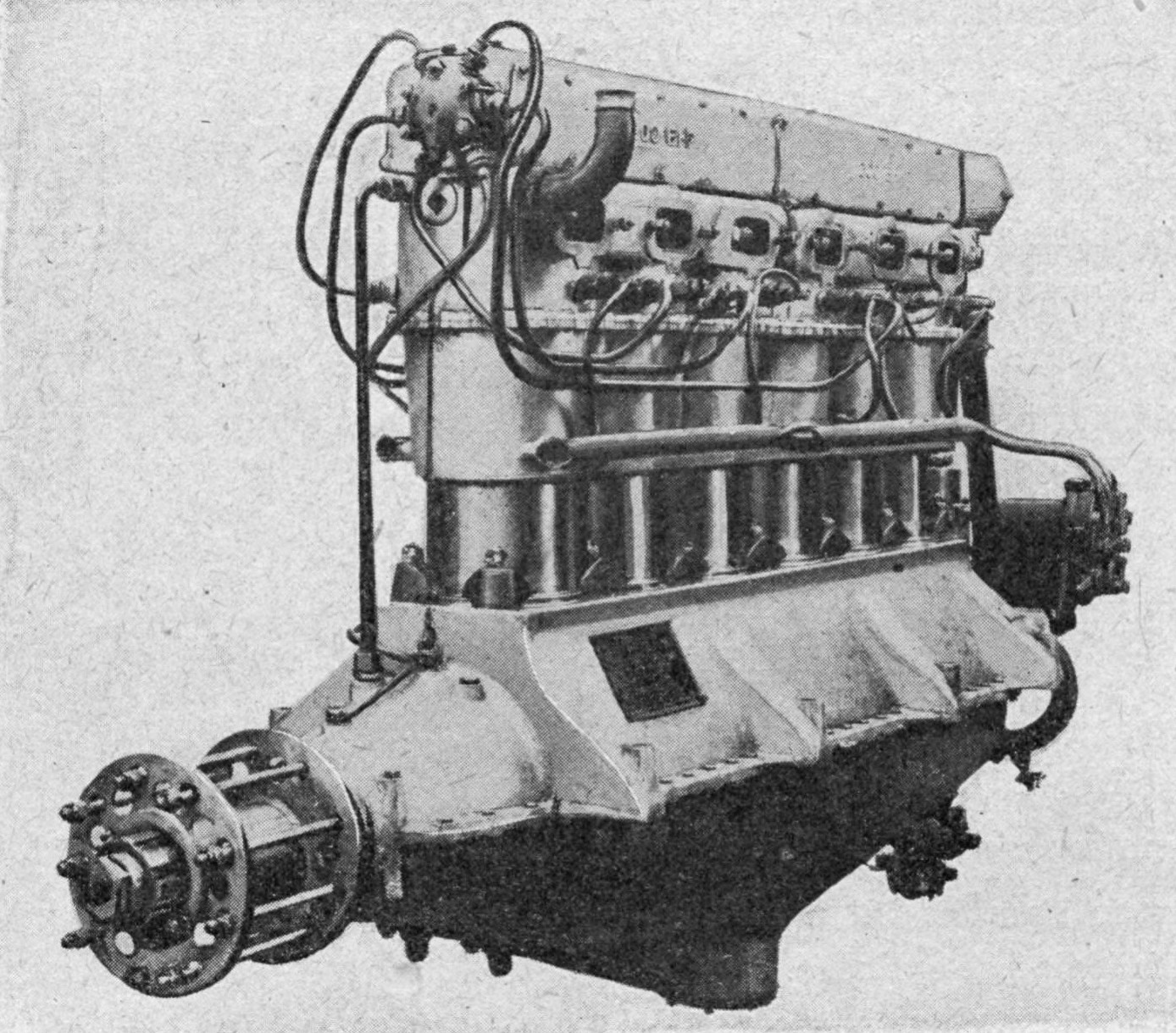

Il Puma era un motore a sei cilindri in linea raffreddato a liquido, dalle caratteristiche convenzionali. La misura dell'alesaggio era di 145 mm mentre la corsa era di 190 mm, per una cilindrata complessiva di poco superiore a 18800 cm³.
Il motore si caratterizzava per la struttura interna, suddivisa in due blocchi da tre cilindri; le teste dei cilindri erano costituite da una fusione in lega di alluminio in cui i rivestimenti erano ristretti e avvitati per formare le camicie dei cilindri.
I cilindri erano montati su un basamento in alluminio con albero a gomiti cavo e di sezione considerevole, montato su sette supporti in metallo bianco; il carter era di tipo secco, con un foro d'uscita alla base, da cui era raccolto l'olio che vevniva riportato nell'apposito serbatoio.
La distribuzione era regolata tramite un albero a camme in testa che azionava tre valvole a fungo: una d'aspirazione e due, di dimensioni più piccole, di scarico. La valvola di aspirazione era azionata da una leva oscillante, mossa da un contralbero sopraelevato mentre le valvole di scarico venivano azionate direttamente dal contralbero tramite la camma. Le sedi delle valvole erano realizzate in una qualità speciale di bronzo e le valvole di scarico erano in acciaio al tungsteno.
L'impianto d'alimentazione era regolato tramite carburatori che alimentavano singolarmente uno dei due blocchi da tre cilindri; i carburatori erano avvitati direttamente ad una protuberanza della testa del motore e non erano presenti condotti esterni. Il condotto d'ingresso, ricavato nella testata, veniva perciò riscaldato per la vicinanza dei condotti del liquido di raffreddamento del motore, soluzione studiata per evitare il congelamento della miscela di carburante anche a quote elevate.

## Versioni
I dati sono tratti da "British Piston Aero-Engines and their aircraft", tranne dove indicato diversamente.
- Puma: potenza al decollo 250 hp (186 kW) a 1400 giri/min; potenza in regime normale 250 hp (186 kW) a 1400 giri/min; massima potenza disponibile, per un breve periodo, 265 hp (198 kW) a 1500 giri/min.
- Puma HC: potenza al decollo 290 hp (216 kW) a 1400 giri/min; potenza in regime normale 276 hp (206 kW) a 1700 giri/min; massima potenza disponibile, per un breve periodo, 260 hp (194 kW) a 1500 giri/min.

## Mezzi utilizzatori
I dati sono tratti da "British Piston Aero-Engines and their aircraft", tranne dove indicato diversamente.
- Airco DH.4
- Airco DH.9
- Avro 533 Manchester
- Avro 539
- Avro 547
- Bristol 23
- Bristol 24
- Bristol 28
- Bristol 29
- Bristol 34
- Bristol 36
- Bristol F.2B Fighter (Bristol 40)
- Bristol 47
- Bristol 81 Puma Trainer

- Bristol 86 Greek Tourer
- de Havilland DH.10 Amiens
- de Havilland DH.50
- Fokker F.III
- Handley Page HP.17
- Handley Page HP.26
- Henderson H.S.F.1
- Lasco Lascoter
- Royal Aircraft Factory F.E.2
- Short Sporting Type
- Short Silver Streak
- Sopwith Cobham
- Supermarine Channel
- Supermarine Sea King

### Annotazioni
1. ↑  La sigla indica le iniziali dei cognomi dei soci dell'azienda produttrice (Beardmore Halford Pullinger) ma in lingua inglese indica anche Brake horsepower ossia la potenza misurata all'albero motore, prima di riscontrare perdite di potenza causate dall'efficienza del cambio e dall'efficienza del treno di trasmissione all'elica.

### Fonti
1. 1 2 3  Lumsden, 2003, p. 86.
2. 1 2 3 4  Lumsden, 2003, p. 308.
3. 1 2 3  Siddeley-Deasy Puma / Armstrong Siddeley Puma, in "all-aero.com".
4. ↑  Flight, 3 aprile 1919, pp. 429-31.
5. ↑  Lumsden, 2003, p. 82.
6. 1 2 3 4 5 6 7 8  Flight, 3 aprile 1919, p. 429.
7. ↑  Lumsden, 2003, pp. 86-7.